# Laurence Docherty
Laurence William Docherty (Edinburgh, 24 februari 1980) is een Schots hockeyspeler die tegenwoordig voor Nederland uitkomt. Docherty speelde aanvankelijk in het Schotse team, maar sinds 2006 speelt hij ook voor Nederland. Voor de Nederlandse hockeyploeg heeft Docherty tot dusver 42 interlands gespeeld en 8 keer gescoord.
Sinds 2000 woont Docherty in Nederland. Vlak voor de Olympische Spelen van 2004 in Athene vroeg hij de Nederlandse nationaliteit aan, maar kreeg dit niet rond. Een jaar later slaagde wel en kreeg een Nederlands paspoort. Onder leiding van trainer Roelant Oltmans, maakte hij toen zijn debuut op het wereldkampioenschap hockey in Mönchengladbach. In 2007 werd hij niet geselecteerd voor het EK in Manchester, maar werd november 2007 wel opgesteld in de wedstrijd om de Champions Trophy in Maleisië. In 2008 maakte hij zijn olympisch debuut op de Olympische Spelen van Peking.
Dochtery speelde voor de Schotse hockeyploeg tijdens het Europees kampioenschap hockey mannen 2003. Omdat hij niet is uitgekomen voor de Britse hockeyploeg, mag hij wel voor Nederland uitkomen.
Docherty was in seizoen 2015-2016 de hoofdcoach van HC Bloemendaal Heren 1. Ook is hij werkzaam als Sponsormanager BeNeLux voor Osaka Hockey.
Thomas Boerma · 
Matthijs Brouwer · 
Ronald Brouwer · 
Jeroen Delmee · 
Geert-Jan Derikx · 
Rob Derikx · 
Laurence Docherty · 
Jeroen Hertzberger · 
Robert van der Horst · 
Timme Hoyng · 
Teun de Nooijer · 
Rob Reckers · 
Taeke Taekema · 
Guus Vogels · 
Roderick Weusthof · 
Sander van der Weide ·
Coach: Roelant Oltmans